# Епархия Бунгомы
Епархия Бунгомы (лат. Dioecesis Bungomaënsis) — епархия Римско-Католической Церкви с центром в городе Бунгома, Кения. Епархия Бунгомы входит в митрополию Кисуму. Кафедральным собором епархии Бунгомы является церковь Христа Царя в городе Бунгома.

## История
27 апреля 1987 года Римский папа Иоанн Павел II издал буллу Pari ut passa, которой учредил епархию Бунгомы, выделив её из епархии Какамеги. В этот же день епархия Бугомы вошла в митрополию Найроби.
21 мая 1990 года епархия Бунгомы вошла в митрополию Кисуму.

## Ординарии епархии
- епископ Longinus Atundo (27.04.1987 — 15.11.1996);
- епископ Norman King’oo Wambua (27.06.1998 — по настоящее время).

## Источник
- Annuario Pontificio, Libreria Editrice Vaticana, Città del Vaticano, 2003, ISBN 88-209-7422-3
- Булла Pari ut passa  (лат.)